# I am Error

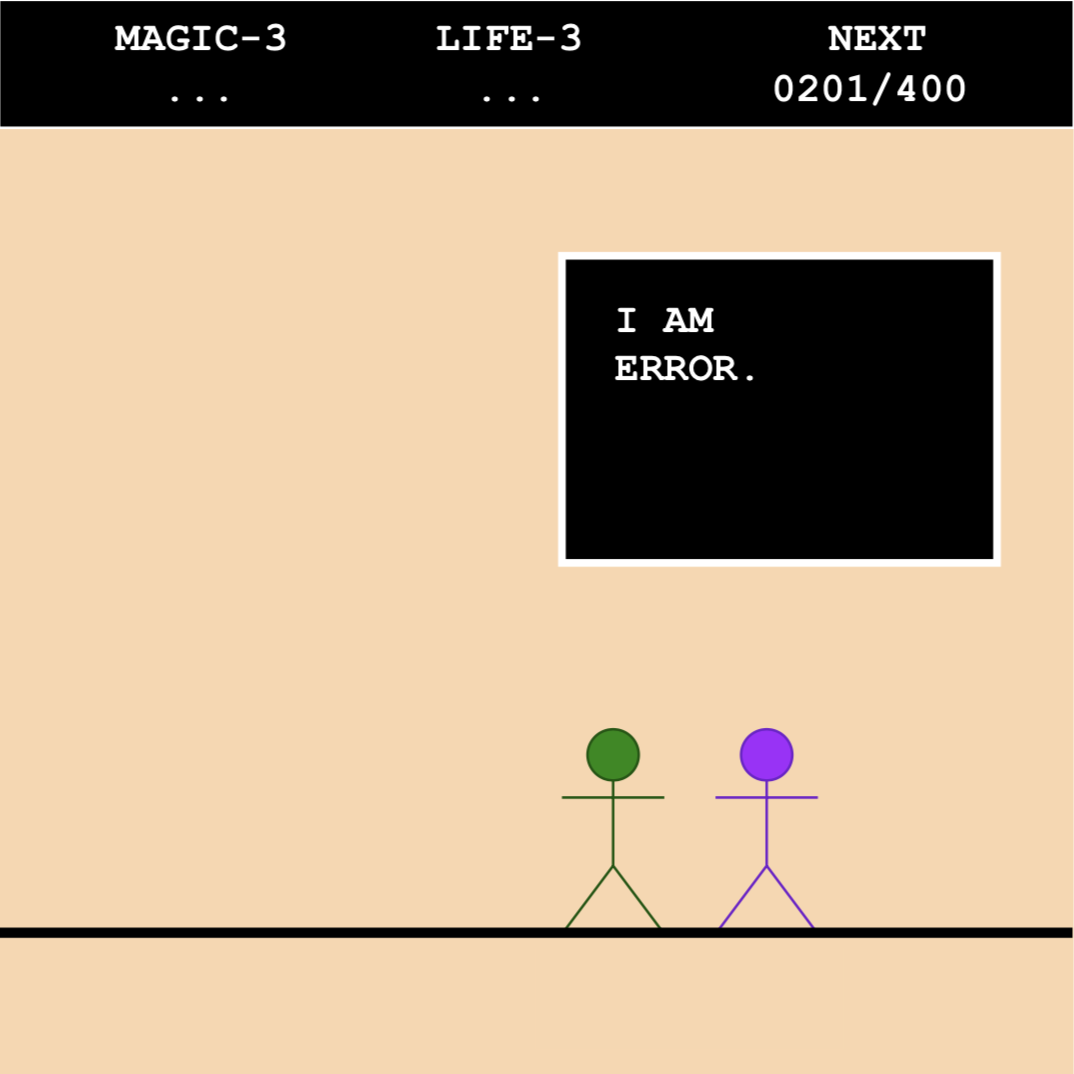
Boceto de la escena original de Zelda II: The Adventure of Link en la que aparece la frase "I am Error".

«I am Error» es una cita del videojuego de NES Zelda II: The Adventure of Link (también conocido como The Legend of Zelda 2). La cita es pronunciada por un aldeano, aparentemente llamado Error, en la ciudad de Ruto. En la versión japonesa original del juego, la línea es  (オレノナハ エラー ダ... Ore no na wa Erā da...?), que se traduce como "Mi nombre es Error". 
Se cree que el nombre del personaje fue una broma del programador, ya que el juego también presenta un personaje de aspecto similar llamado Bagu (バ グ), que significa error de software (Bug). En informática, un error es una falla en el código de programación. Se supone que Error y Bug forman un paralelo cómico en el universo. Aunque en la versión en inglés, el nombre Erā fue traducido, pero el nombre Bagu no. Por lo tanto, muchos jugadores se perdieron el chiste y creyeron que la frase "Soy un error" es una traducción errónea, un error ortográfico, un mensaje de error real, etc.-
La frase se ha convertido desde entonces en parte del folklore de NES y se convirtió en un meme de Internet temprano alrededor de la década de 2000. Se ha mencionado en varios juegos, incluidos Super Paper Mario, The Binding of Isaac, Guacamelee. y Pony Island

## Origen
Zelda II: The Adventure of Link se lanzó en Japón el 14 de enero de 1987 e internacionalmente entre 1988 y 1990. El jugador controla a Link, que viaja a través de Hyrule en su búsqueda para rescatar a la princesa Zelda. Al principio del juego, Link llega a la ciudad de Ruto, donde puede entrar a una casa habitada por un hombre barbudo con atuendo morado. Si el jugador se acerca a él, anuncia: "SOY ERROR". 
Muchos jugadores desconcertados creían que la frase críptica era un error de traducción o un problema técnico dentro del juego, pero en realidad no lo es. La línea es una traducción correcta al inglés del texto original en japonés Ore no na wa Erā da ... (オ レ ノ ナ ハ エ ラ ー ダ ...), de la cual una traducción más precisa sería "Mi nombre es Error...". Inicialmente, el personaje no dice nada más. Sin embargo, cuando el jugador avanza a la ciudad portuaria de Mido, un hombre le aconseja a Link que "pregunte a Ruto sobre el palacio". Si el jugador vuelve a Error, le proporciona a Link una pista sobre cómo obtener acceso al Island Palace, la tercera mazmorra del juego.
Si bien no existe una explicación oficial de Nintendo sobre el origen del personaje Erā / Error, se cree que su nombre fue una broma de los programadores del juego. Aparte de Error, el juego también presenta un personaje llamado Bagu (バ グ), que significa "bug [ error de software]". Bagu / Bug vive cerca de Error, y reside en una casa escondida en un bosque al sur de Ruto. Los dos personajes se ven idénticos, excepto que Error usa una túnica púrpura, mientras que la túnica de Bug es roja. Por lo tanto, se supone que uno de los desarrolladores nombró uno bug y otro error, para que los dos hombres formen una conexión temática humorística dentro del universo del juego. Cuando el juego se tradujo al inglés, el nombre Erā se tradujo (correctamente) a Error, pero el nombre Bagu no se tradujo a Bug, lo que llevó a la revista oficial de Nintendo a concluir: "En realidad, Bagu es el error, porque su nombre fue traducido incorrectamente y debería haber sido Bug".
El traductor Clyde Mandelin escribió que la cita "Soy un error" a menudo se cree incorrectamente que es un error de traducción, e incluso se considera "una de las mayores traducciones erróneas de los primeros juegos de NES", aunque en realidad no es una traducción errónea. Otra noción incorrecta sobre Error es que su nombre es un error tipográfico y debería haber sido Errol. Sin embargo, el texto original en japonés demuestra que esto está mal. La razón por la cual la frase a menudo se considera un error de traducción o de ortografía es probable porque muchos de los primeros juegos de los años 80 y 90, incluido el primer juego de Zelda, estaban plagados de malas traducciones y una prosa pobre en inglés ('Engrish'). Un ejemplo bien conocido de esto es "All your base are belong to us" de Zero Wing.

## Legado
Alrededor del año 2000, "I am Error" se convirtió en un meme de Internet temprano. Según Ben Huh, fundador de Cheezburger Inc., el meme se inspiró en el meme "All your base are belong to us", que a su vez inspiró varios memes basados en citas 'Engrish' de juegos antiguos, como "A Winner is You"(del juego NES Pro Wrestling). Se cree que la broma de "All your base" surgió en 1998 y aumentó en popularidad en 2000-2001, dando una indicación de cuándo debe haberse originado el meme "I am Error".
A pesar de ser un NPC menor, Error se ha convertido en parte del folklore NES y ha sido mencionado en varios medios. Por ejemplo, Emily Gera de VideoGamer lo incluyó en una lista de los "nombres de personajes más extraños en los juegos", describiéndolo como "[posiblemente] uno de los personajes menores más conocidos de todos los tiempos". GamesRadar+ incluyó su frase en una lista de las 40 citas más repetidas. GameSpot mencionó la frase en un artículo que habla de una traducción deficiente en los videojuegos, calificándola incorrectamente de "rareza de traducción". IGN lo incluyó en su lista de las peores citas del juego en el número dos. Brett Staebell, de The Escapist, calificó a Error como un "pionero en la humorología del juego" y usó la cita como subtítulo de su artículo. Una revisión de Nintendo Life para Castlevania II: Simon's Quest señaló que el juego tiene "un guión tipo 'I AM ERROR'", comparando la traducción confusa del juego con la frase.
Desde aproximadamente 2012 hasta 2015, la página 404 de nintendo.co.uk declaró "I AM ERROR", junto con una imagen del personaje. En el E3 2014, la presentación de Nintendo Treehouse de Super Smash Bros. para Wii U mostró una página de error basada en la escena "I am Error" después de experimentar dificultades técnicas.
En 2015, MIT publicó unos estudios de plataforma en el Nintendo Famicom / Entertainment System, tituló "I Am Error".
En el día 2 de la presentación de Nintendo E3 Treehouse de 2019, también se mostró una pantalla de dificultades técnicas "I AM ERROR", como resultado de un breve corte de energía dentro del South-Hall en E3.

### Apariciones en otros videojuegos.
Super Paper Mario (2007) presenta una batalla de jefes contra un personaje llamado Fracktail, un dragón robótico. En algún momento está pirateado, lo que hace que pronuncie varias líneas confusas, incluyendo "SOY ERROR. PRESIONE CUALQUIER TECLA PARA REINICIAR". Un logro en Guacamelee! (2013) recibió el título "SOY ERROR". Zeno Clash II (2013) también lo presenta como un título de logro. La cita aparece en Fossil Fighters: Champions (2010). El diseñador de videojuegos Edmund McMillen hizo referencia a la cita en dos de sus juegos: Time Fcuk y The Binding of Isaac. En Splatoon 2 (2017), Perla dice "SOY ERROR" cuando su Equipo Retro pierde el Splatfest ante el Equipo Moderno de Marina.